# 路拉沙蛤
路拉沙蛤（学名：Lasaea rubra）是帘蛤目猿头蛤科拉沙蛤属的一种。見於香港，常栖息在潮间带。